# Portsmouth Naval Shipyard
Le Portsmouth Naval Shipyard ou Portsmouth Navy Yard est un important centre de construction, de modification et de réparation naval de l’US Navy, partagé entre les villes de Kittery (Maine) et de Portsmouth (New Hampshire), aux États-Unis. Fondé en 1800, c’est le plus ancien chantier de l’US Navy, en activité ininterrompue depuis son ouverture, et pendant longtemps le principal chantier américain pour la construction de sous-marins. Cet établissement est également une base de l'US Navy, qui abrita une prison militaire et accueillit, en 1905, les négociations et la signature du traité de Portsmouth, entre le Japon et la Russie.
Le Portsmouth Naval Shipyard ne doit pas être confondu avec le Norfolk Naval Shipyard, qui se trouve à Portsmouth, dans l’État de Virginie, ni avec la base de la Royal Navy à  Portsmouth, dans le sud de l'Angleterre. Sur place, on l'appelle « The Yard », parfois le Portsmouth-Kittery Naval Shipyard.

## Chronologie
- 1800 : fondation du Portsmouth Navy Yard (PNY)
- 1815 : lancement du premier navire, le Washington.
- 1848 : le PNY construit un premier bateau à vapeur, le Saranac.
- 1905 : conférence puis traité de Portsmouth entre le Japon et la Russie.
- 1917 : premier sous-marin construit au PNY
- 1945 : le chantier devient le Portsmouth Naval Shipyard (PNS).
- 1971 : lancement du dernier sous-marin.
- 2005 : annonce de la fermeture du chantier ; la décision est ensuite annulée.
- 2018 : début d'une vaste réorganisation et modernisation du chantier.

## Histoire

### LeXIXesiècle

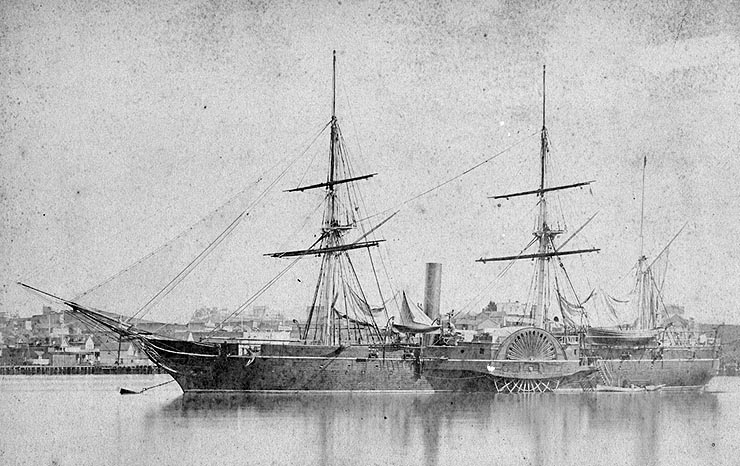
Le Saranac (1848).

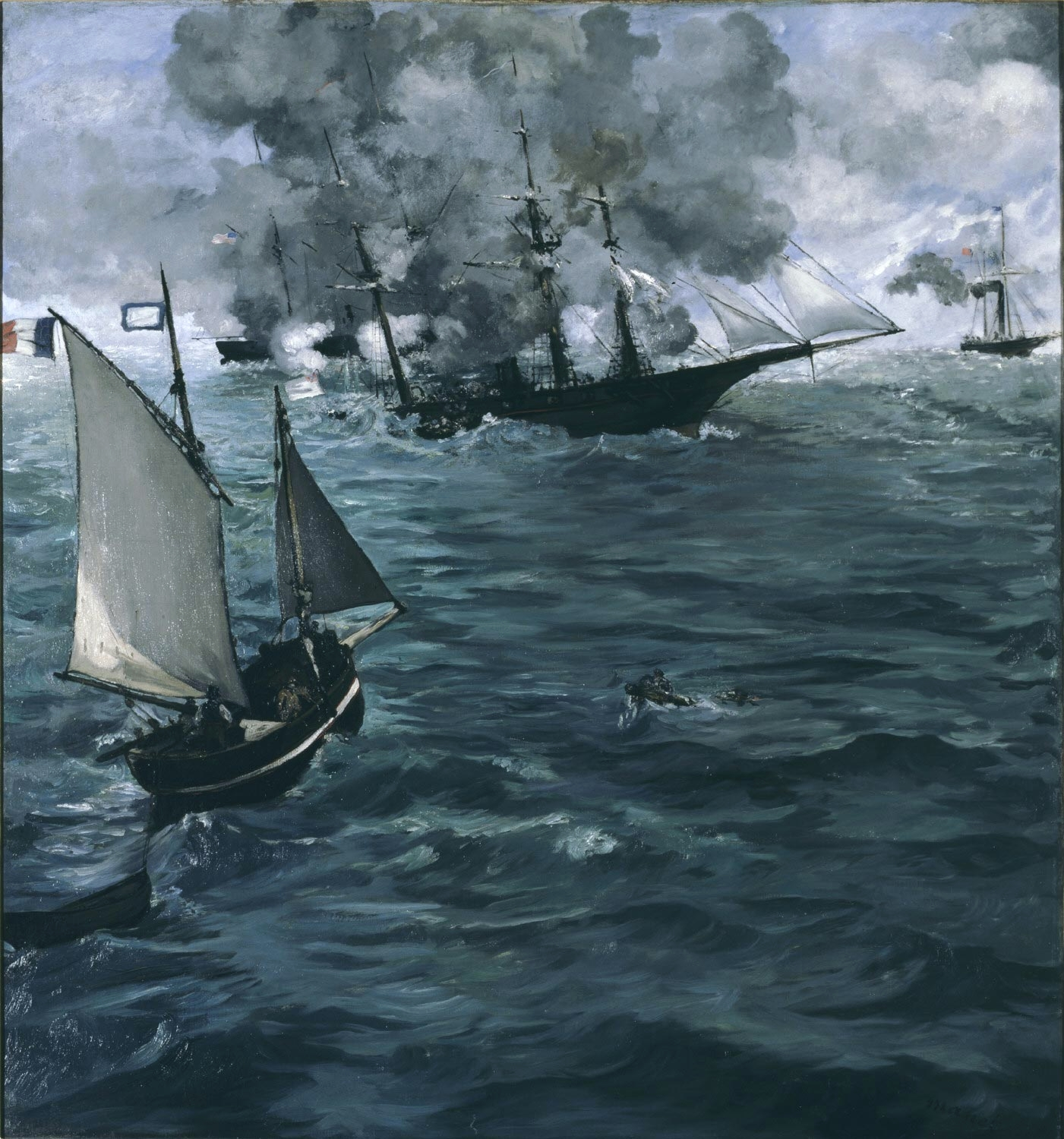
La bataille du Kearsarge et de lAlabama (1864), par Édouard Manet.

Portsmouth était un port important dès l'époque coloniale avec une tradition ancienne de construction navale. Lancé ici en 1690, le Falkland fut ainsi le premier bâtiment de la Royal Navy construit dans les colonies. Pendant la guerre d'indépendance des États-Unis, les chantiers de Portsmouth construisirent la frégate Raleigh, le sloop de guerre Ranger et le vaisseau de 74 canons America, offert en 1782 par le Congrès américain à Louis XVI, pour le remercier de l'aide de la France. En 1798, le gouvernement fédéral créa le département de la Marine, qui autorisa l'année suivante la construction de six frégates et la création de chantiers d'État, les chantiers privés n'ayant pas les capacités requises. En 1800, Portsmouth fut choisi pour accueillir l'un des six chantiers navals prévus sur la côte Atlantique. En 1789, George Washington avait visité le site, qui était l'un des plus favorables de la Nouvelle-Angleterre : abrité de la mer, facile à défendre, entouré de vastes forêts, bien pourvu en main-d'œuvre qualifiée. Les deux îles qui allaient accueillir le chantier, à l'embouchure du fleuve Piscataqua, ne coûtèrent que 5 000 dollars. En revanche, le brouillard est fréquent, le courant très fort et la navigation dangereuse à marée basse. Le 12 juin 1800 est la date de naissance officielle du Portsmouth Naval Shipyard.
Au cours des années suivantes, le Portsmouth Navy Yard (PNY), comme il s'appela d'abord, démontra sa capacité à construire des navires de guerre dans les règles de l'art. Lancé en 1815, le vaisseau de 74 canons Washington est le premier exemple de ses réalisations. Le site lui-même fut aménagé, avec la construction d'un pont en 1822, reliant le site de Portsmouth à Kittery, les premiers casernements pour les Marines, un petit hôpital en 1834. Le premier bateau à vapeur, la frégate Saranac à roue latérale, fut construit en 1848.
Au début de la guerre de Sécession, les îles voisines du chantier furent fortifiées et le PNY fut un centre de recrutement pour l'US Navy et les Marines. Il se consacra principalement aux réparations et aux approvisionnements de la flotte de l'Union. Plusieurs navires furent construits, notamment le Kearsarge, propulsé par la vapeur et la voile et qui s'illustra en 1864 au large de Cherbourg (France) contre le navire confédéré Alabama. Le PNY fut agrandi et un nouveau terrain fut acquis sur l'île Seavey en 1862 pour y bâtir un hôpital. Le PNY employa jusqu’à 2 000 travailleurs pour les travaux de réparation et la construction de 26 bateaux, dont 18 sloops à vapeur, deux étant des cuirassés.
La renaissance de la Marine à la fin des années 1880 et 1890 favorisa le développement du chantier naval. En 1890, le Congrès décida d'allouer 43 000 dollars à la construction d’un hôpital pour remplacer la petite structure bâtie en 1834. À la fin du siècle, la construction des cuirassés et des croiseurs plus grands exigeait une nouvelle cale sèche, dont la construction fut autorisée par le Congrès le 4 juin 1900. La cale sèche de  Portsmouth était en granite et avait 228 mètres (750 pieds) de longueur. Le contrat s’élevait à 1 089 000 dollars et fut attribué à la John Pierce Company de New York.

### Construction de sous-marins

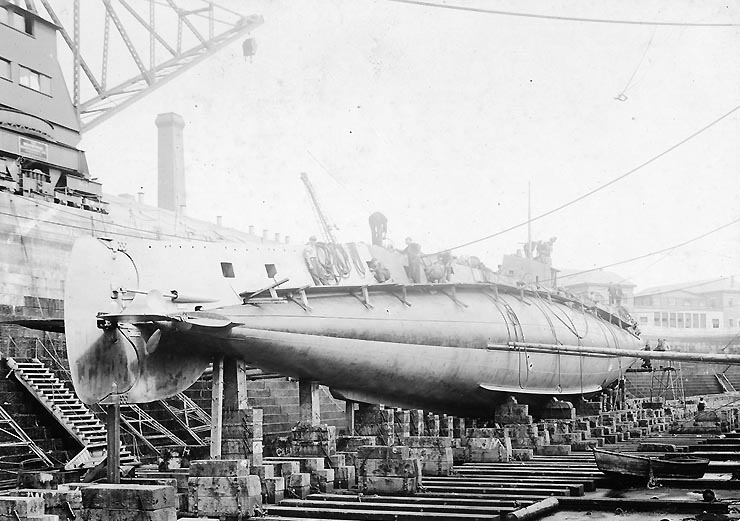
Le sous-marin USS O-1 au PNY le 5 septembre 1918.

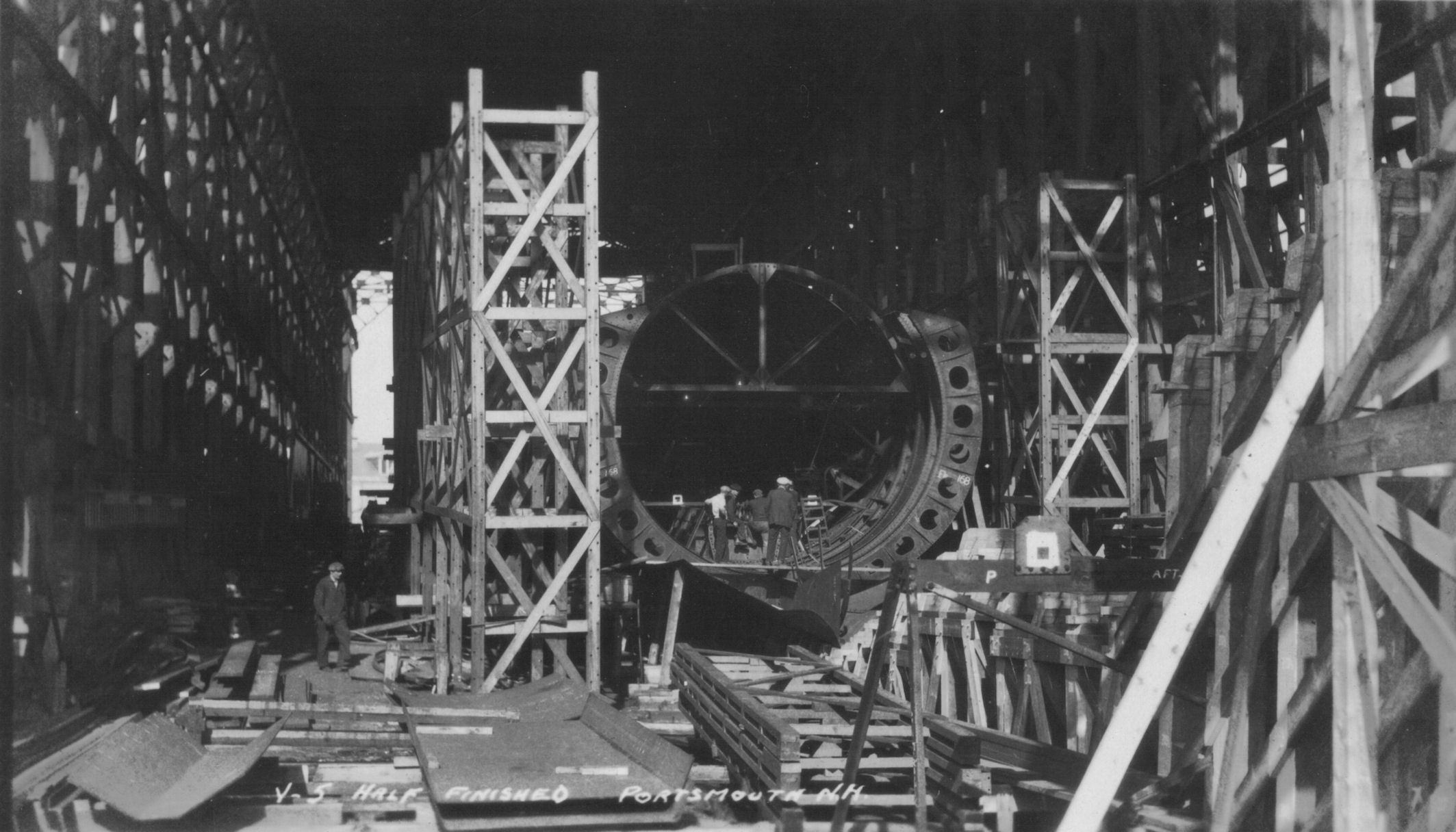
L'USS Narwal en construction (1927-1929).

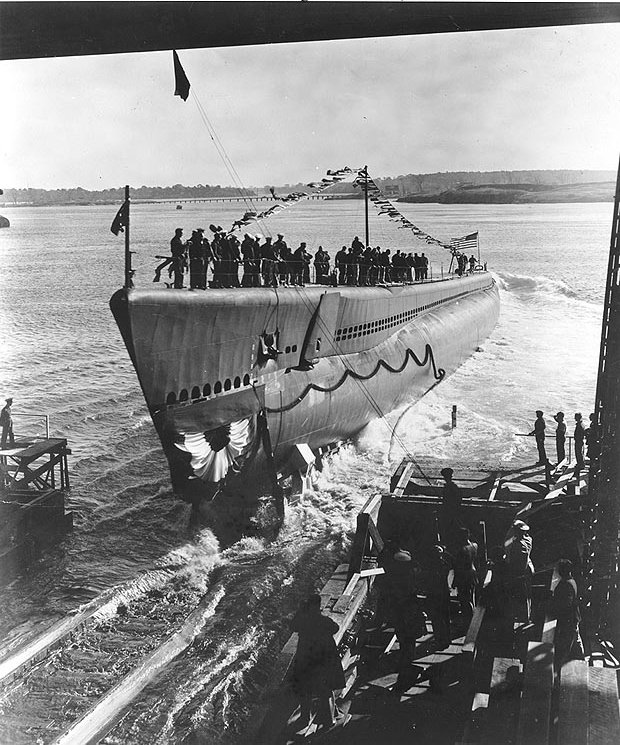
Lancement de l', le 27 octobre 1942.

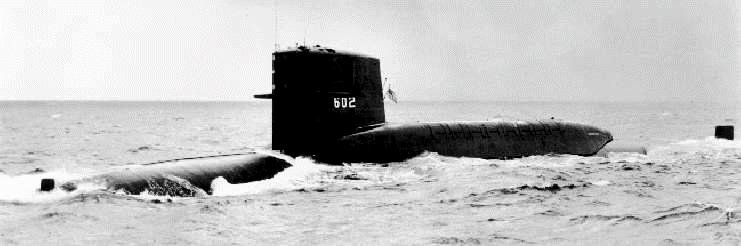
L'USS Abraham Lincoln.

Pour ne pas dépendre totalement des chantiers navals privés pour la technologie révolutionnaire du sous-marin, le gouvernement fédéral décida de construire les sous-marins de l’US Navy au Portsmouth Navy Yard sous la supervision des ingénieurs de la marine. La quille du L-8 (SS-48) fut posée le 24 février 1915 et le sous-marin fut livré deux ans plus tard à un prix remarquablement bas. Pendant la Première Guerre mondiale, les capacités du chantier durent être augmentées par l'allongement des cales existantes, portées à 106,5 m, et la construction de nouvelles cales. Six sous-marins furent construits au cours de la guerre, dont deux seulement furent mis en service avant la participation effective des États-Unis au conflit. Le chantier répara également 122 navires de surface au cours de la Première Guerre mondiale, et employa à son apogée 5 722 personnes, dont environ 1 000 femmes, et il aurait pu en employer bien davantage si la main-d'œuvre n’avait pas fait défaut.
Le Portsmouth Navy Yard resta spécialisé dans la construction de sous-marins, dont 34 unités furent lancées pendant les années de l’entre-deux-guerres, avec une nette reprise à partir de 1939. Le 23 mai 1939, le PNY fut frappé par le naufrage du Sailfish, qui sombra par 80 mètres de fond, à une vingtaine de kilomètres du chantier. Vingt-six hommes périrent, mais 33 furent sauvés grâce à une cloche de plongée. Par la suite, le sous-marin fut remonté à la surface, remorqué jusqu’au PNY et reconstruit ; rebaptisé Sailfish, il fut remis en service par la Navy.
Au cours de la Seconde Guerre mondiale, le chantier livra 67 sous-marins et réalisa également la finition de sous-marins construits dans d’autres chantiers. Il réalisa en 1942 le premier submersible construit en acier spécial, capable de résister à une forte traction, le Balao, qui allait donner son nom à une nouvelle classe de sous-marins. En 1944, le chantier établit le record du plus grand nombre de sous-marins construits au cours d’une année calendaire (31 sous-marins). Pendant la guerre, le chantier Electric Boat de Groton livra 78 sous-marins, Portsmouth 67 et le Mare Island Naval Shipyard (Californie) 18, mais conçus à Portsmouth. Le prix des submersibles était plus bas à Groton qu'à Portsmouth, mais le PNY travaillait plus vite, construisant en moyenne un sous-marin en 10 mois, contre 14 mois à Groton. En décembre 1943, le personnel du Portsmouth Navy Yard atteignit le record de 20 466 hommes et femmes, qui se relayaient, travaillant en 3x8.
Le 14 septembre 1945, le département de la Marine changea officiellement le nom du Portsmouth Navy Yard, qui devint le Portsmouth Naval Shipyard. La fin de la guerre entraîna aussi l'annulation des commandes de quatre sous-marins et un net ralentissement de l'activité du chantier. Trois submersibles furent livrés en 1946 et un autre en janvier 1948. L'activité de construction reprit, à un rythme modéré, pendant la guerre de Corée, au cours de laquelle cinq sous-marins furent terminés. Mais le PNS s'illustra par des avancées technologiques et un certain nombre d'innovations et de premières. Lancé en 1946, le projet GUPPY devait améliorer la vitesse en plongée, la manœuvrabilité et l'endurance des sous-marins américains en tirant profit de l'expérience de la guerre et des sous-marins allemands capturés. Le premier snorkel fut installé sur un sous-marin américain en 1948, l’Irex. En 1953, Portsmouth se lança dans la construction d'un sous-marin expérimental, l’Albacore (AGSS-569), qui marqua un tournant technologique : c'était à l'époque le sous-marin le plus rapide du monde. Sa coque révolutionnaire en forme de goutte d'eau et sa section circulaire le faisaient ressembler à un thon albacore. La forme hydrodynamique de ce type de coque fut adoptée ensuite pour toutes les classes de sous-marins. Le Swordfish était, en 1958, le premier sous-marin à propulsion nucléaire construit dans un chantier de la Navy ; trois ans plus tard, l'Abraham Lincoln était le premier sous-marin lanceur de missiles Polaris construit au PNS.

### Conférence de Portsmouth (1905)
C'est sur le site du Portsmouth Navy Yard que fut signé, le 5 septembre 1905, le Traité de Portsmouth, qui mit fin à la guerre russo-japonaise. En récompense de sa médiation qui permit d'aboutir à ce traité, le président Theodore Roosevelt reçut le Prix Nobel de la paix en 1906. Les diplomates des deux pays résidaient dans un grand hôtel de style victorien, situé à New Castle (New Hampshire), et traversaient chaque jour le Piscataqua par bateau pour les négociations.
En 2005, une série d'événements qui dura tout l'été marqua le centième anniversaire de la signature du Traité de Portsmouth, y compris la visite d'un destroyer de la Navy, une parade et une reconstitution de l'arrivée des diplomates des deux nations en guerre. Le 5 septembre, à 15 h 47, en présence d'une garde d'honneur, 19 coups de canon furent tirés et les cloches des églises de la région sonnèrent, comme en 1905.

### Prison de Porstmouth
En 1898, pendant et après la guerre hispano-américaine, plus de 1 600 prisonniers de guerre espagnols furent détenus au Porstmouth Navy Yard. Quelques années plus tard (1908), une importante prison militaire fut construite sur le site, la Portsmouth Naval Prison, également appelée « The Castle » en raison de sa ressemblance avec un château médiéval. Cet imposant bâtiment fut la principale prison de la Navy et du corps des Marines jusqu'à sa fermeture, en 1974. Pendant la Seconde Guerre mondiale, elle hébergea jusqu'à 3 000 prisonniers de guerre, en particulier des membres d'équipage de sous-marins allemands. Après la capitulation de l'Allemagne, en mai 1945, quatre sous-marins allemands se constituèrent prisonniers au large du Portsmouth Navy Yard.
L'immense bâtiment de la prison se dresse toujours au sud de l'île. Le film de Hal Ashby The Last Detail (1973), en français La Dernière Corvée, avec Jack Nicholson dans le rôle principal, raconte l'histoire d'un condamné en route vers « le pire endroit sur terre », la prison de Portsmouth.

### Nouveaux enjeux
La construction de sous-marins cessa après la mise en service du Sand Lance (SSN-660), submersible à propulsion nucléaire, le 2 septembre 1971. La mission première du chantier devint alors l'entretien et la réparation de la flotte de sous-marins nucléaires d'attaque. De ce fait, l'effectif du PNS tomba de 8 400 salariés en 1968 à 5 400 en 1973, à 4 100 en 1994 et à 3 340 en 1997.
En mai 1994, le Portsmouth Naval Shipyard fut inscrit sur la liste des priorités nationales de l'Agence de protection de l'environnement des États-Unis, après la découverte de la contamination du Piscataqua par les eaux de ruissellement et l'érosion. Aujourd'hui, les eaux souterraines contaminées sont stockées dans cinq sites environnants. Le coût du nettoyage total s'élève à 406,8 millions de dollars. La fermeture du site a plusieurs fois été envisagée au cours de son histoire, la première fois en 1876. En 2005, le Porstmouth Naval Shipyard fut placé par la Base Realignment and Closure sur la liste des établissements militaires destinés à être fermés en 2008. Mais la mobilisation du personnel et de toute la région fit annuler la décision.
Récemment, le Portsmouth Naval Shipyard a fait l'objet d'une polémique entre les États du Maine et du New Hampshire, qui prétendent tous les deux qu'il est situé sur leur territoire. La Cour suprême des États-Unis a finalement classé l'affaire. Les habitants des deux États ont cependant des opinions très tranchées sur la question. Si le PNS était un établissement du New Hampshire, le personnel résidant dans cet État n'aurait pas à payer l'impôt sur le revenu du Maine. En 2006, une résolution conjointe des deux chambres du New Hampshire a réaffirmé la souveraineté de l'État sur l'île Seavey et sur le Portsmouth Naval Shipyard.
En 2008, l'annonce de la construction d'une nouvelle cale sèche d'un coût de 20,7 millions de dollars (Dry Dock No. 3) destinée à accueillir des sous-marins de la classe Virginia assure la pérennité du site.
Le nombre d'employés réaugmente dans les années 2010, passant de 4 600 en 2011, 5 600 en 2016 a 6 600 employés en 2021 effectuant aujourd'hui 900 000 jours-homme de travail par an.
Depuis 2018, un vaste plan de modernisation des quatre chantiers restants alors à la marine des États-Unis est en cours pour les adapter aux besoins prévus pour le prochain demi-siècle, Portsmouth étant le premier à en bénéficier et servant de test pour les suivants.

## Sources
- James Pinsky, « Portsmouth Naval Shipyard : the cradle of American shipbuilding », All Hands, décembre 2003.